# Matt Malloy
Matt Malloy é um ator estadunidense . Ele teve inúmeros papéis no cinema e na TV, muitas vezes retratando o sitiado homem comum . Malloy é tem um papel ao lado de Aaron Eckhart na aclamada comédia aclamada In the Company of Men. A maioria de seu trabalho tem sido na TV.
Ele apareceu pela primeira vez como Deke Conners um cineasta de East Village na série Tanner '88. Ele também co-estrelou nomeadamente em 6 episódios de Six Feet Under em 2004 e 2005 e co-estrelou o filme The Stepford Wives  com Nicole Kidman. Ele também é conhecido por seu papel como um  Dr. Griffiths Charmed  em um episódio em que um dos protagonistas foi morto. Em 2005 partipou da série House MD.
Malloy contribuiu o trabalho de voz para vários episódios do programa de radio WBEZ e This American Life.
Em That Guy... Who Was in That Thing ele afirma que o sucesso de seu tio Henry Gibson ajudou a acreditar que a atuação poderia ser uma carreira viável para ele.